# Adimno
Nella mitologia greca,  Adimno  era il nome di uno dei figli di Eos e di Cefalo.

## Il mito
Adimno, in origine chiamato Fetonte (come un figlio di Elio), fu rapito da Afrodite, intenzionata a tenerlo presso di sé come schiavo, addetto in special modo alla custodia dei suoi santuari. 
Il mitografo Nonno lo confonde con Fetonte, figlio di Eolo; altri con l'eroe greco Atimnio. Nella tradizione Adimno e Fetonte sono anche epiteti secondari del pianeta Venere.
Molto discussa è l'origine del nome Adimno: mentre per alcuni significherebbe "colui che non si ferma", secondo altri vorrebbe dire "stella del mattino". 

### Fonti
- Solino, Libro XI, 9
- Nonno, Dionisiache XI 131
- Esiodo, Teogonia 986

### Moderna
- Robert Graves, I miti greci, Milano, Longanesi, ISBN 88-304-0923-5.
- Angela Cerinotti, Miti greci e di roma antica, Prato, Giunti, 2005, ISBN 88-09-04194-1.
- Anna Ferrari, Dizionario di mitologia, Litopres, UTET, 2006, ISBN 88-02-07481-X.
- Anna Maria Carassiti, Dizionario di mitologia classica, Roma, Newton, 2005, ISBN 88-8289-539-4.